# ТЕС Cocal II
22°32′2″ пд. ш. 51°30′23″ зх. д. / 22.53389° пд. ш. 51.50639° зх. д.
ТЕС Cocal II — теплова електростанція у бразильському штаті Сан-Паулу, якою доповнили комплекс заводу з виробництва цукру та етанолу компанії Cocal Comércio e Indústria Canaã Açúcar e Álcool.
На майданчику заводу послідовно запустили кілька парових турбін, при цьому у 2006 та 2010 роках стали до ладу агрегати потужністю по 40 МВт, які в 2014-му доповнили турбіною з показником 51,3 МВт. Вони живляться від парових котлів, де спалюють багасу – жом цукрової тростини.
Можливо також відзначити, що за первісним проектом планувалось оснастити станцію чотирма паровими турбінами, проте станом на початок 2020-х четверта так і не була встановлена.
В той же час, станом на початок 2021-го велись роботи по монтажу чотирьох генераторних установок на основі двигунів внутрішнього згоряння Innio Jenbacher загальною потужністю 5 МВт, які мали стати до роботи у другій половині року. Вони працюватимуть на біогазі, котрий продукуватимуть шляхом зброжування відходів виробництва.
Видача надлишків продукції відбувається по ЛЕП, розрахованій на роботу під напругою 138 кВ.